# Distrito de Ocnița
El distrito de Ocniţa es uno de los raiones en la parte norte de Moldavia. Su centro administrativo (Oraş-reşedinţă) es la ciudad de Ocniţa. Las otras ciudades principales son Otaci y Frunză. El 1 de enero de 2005, su población era de 56.600.

## Subdivisiones
El distrito comprende las ciudades de Ocniţa, Frunză y Otaci junto con las siguientes comunas:
- Bîrlădeni
- Bîrnova
- Calaraşovca
- Clocuşna
- Corestăuţi
- Dîngeni
- Gîrbova
- Grinăuţi-Moldova
- Hădărăuţi
- Lencăuţi
- Lipnic
- Mereşeuca
- Mihălăşeni
- Naslavcea
- Ocnița
- Sauca
- Unguri
- Vălcineţ